# Sido (République centrafricaine)
Pour les articles homonymes, voir Sido.
Sido est une des 20 communes de la préfecture de l’Ouham, en République centrafricaine. La principale localité de la commune est la ville de Kabo, chef-lieu de sous-préfecture.

## Situation
La commune de Sido est située au nord-ouest de la préfecture de l’Ouham, elle est traversée par la route nationale RN4 reliant Damara au Tchad. Elle est limitée au nord par la rivière Grande Sido, qui marque la frontière avec la République du Tchad. 
|         | Tchad |           |
| Bakassa | Sido  | Nana-Outa |
| Ouassi  | Ouaki |           |

## Administration
La commune est constituée de 33 villages en zone rurale et des 20 quartiers de la ville de Kabo.
Les villages recensés en 2003 sont : Behili 1, Behili 2, Bekondjo, Beltounou 1, Beltounou 2, Bemadjingai, Bendikira, Bokandi, Bokayanga, Danza, Gribingui, Kabaye, Kemngo Yeye, Kengar, Kongallithos, Kouloungou 1, Kouloungou 2, Koyo, Kramata, Maimbaya, Maitomgue, Mbo, Mira, Molo, Moudou 1, Mounyara, Moyenne Sido 1, Moyenne Sido 2, Moyenne Sido 3, Ndabala, Ngounkou, Nobanza, Orombia.

## Éducation
La commune compte quatre écoles publiques : sous-préfectorale de Kabo, Beltounou 1, Beltounou 2 et Kengoyeye ; une école privée : école Notre-Dame des Anges de Kabo Yapendé.